# Lyonsia
Lyonsia is een geslacht van tweekleppigen uit de familie van de Lyonsiidae.

## Soorten
- Lyonsia alvarezii d'Orbigny, 1846
- Lyonsia arcaeformis Martens, 1885
- Lyonsia arenosa (Møller, 1842)
- Lyonsia bracteata (Gould, 1850)
- Lyonsia californica Conrad, 1837
- Lyonsia celeste Pimenta & Oliveira, 2013
- Lyonsia cucumerina Ivanova in Scarlato, 1981
- Lyonsia floridana Conrad, 1849
- Lyonsia granulifera Verrill & Bush, 1898
- Lyonsia hyalina (Conrad, 1831)
- Lyonsia kawamurai Habe, 1952
- Lyonsia malvinensis d'Orbigny, 1846
- Lyonsia nesiotes Dall, 1915
- Lyonsia norwegica (Gmelin, 1791) = Noordelijke korrelschelp
- Lyonsia nuculaniformis Scarlato, 1981
- Lyonsia praetenuis Dunker, 1882
- Lyonsia taiwanica Lan & Okutani, 2002
- Lyonsia teramachii (Habe, 1952)
- Lyonsia ventricosa Gould, 1861
- Lyonsia vniroi Scarlato, 1981